# Перо Георгијев
Перо Георгијев Чичо (Куманово, 1918 — Белановце, код Куманова, 14. октобар 1941) био је кројачки радник, учесник Народноослободилачке борбе и народни херој Југославије.

## Биографија
Рођен је 1918. године у Куманову. Потиче из занатлиске породице. После завршене основне школе, учио је кројачки занат. Као врло млад, укључио се у омладински револуционарни покрет у Куманову.
Године 1933, као петнаестогодишњак примљен је у чланство Савеза комунистичке омладине Југославије, а три године касније, 1936, постао је и члан Комунистичке партије Југославије. Иако веома млад, 1937. године постао је члан Покрајинког комитета СКОЈ-а за Македонију и члан Месног комитета КПЈ за Куманово. Године 1939. постао је секретар МК КПЈ за Куманово, и члан ПК КПЈ за Македонију. Његова партијска активност, није остала непримећена од полиције, због чега је више пута био хапшен и прогањан.
Био је један од организатора и учесника великих демонстрација против приступања Краљевине Југославије Тројном пакту, 27. марта 1941. године у Куманову. После окупације Југославије, међу првима се супротставио Методију Шаторову, секретару ПК КПЈ за Македонију, који се оглушио о позиве ЦК КПЈ о подизању устанка и покушао да македонску партијску организацију припоји Бугарској комунистичкој партији.
На партијској конференцији у Куманову, маја 1941. године, поново је изабран за секретара Месног комитета. Као секретар партијског комитета у Куманову, радио ја на припремама за оружани устанак у граду и околини. Почетком октобра 1941. године, с групом бораца, је напустио град и отишао на Карадак, у Карадачки партизански одред. По доласку у Одред постављен је за његовог политичког комесара.
Овај партизански одред био је слабо наоружан, без борбеног искуства и стално прогоњен од војних и полицијских снага бугарског окупатора, због чега је убрзо био разбијен. Перо се с групом борца, 14. октобра 1941. године, нашао опкољен од бугарске војске, у близини села Белановаца, код Куманова. Одбивши позиве непријатеља да се преда, пуцајући је повео борце на јуриш, с намером да се пробију или погину. У том нападу је пао смртно погођен.
Указом Президијума Народне скупштине ФНР Југославије 10. октобра 1951. проглашен је за народног хероја.